# Trasporti in Uruguay
Questa voce raccoglie le principali tipologie di Trasporti in Uruguay.

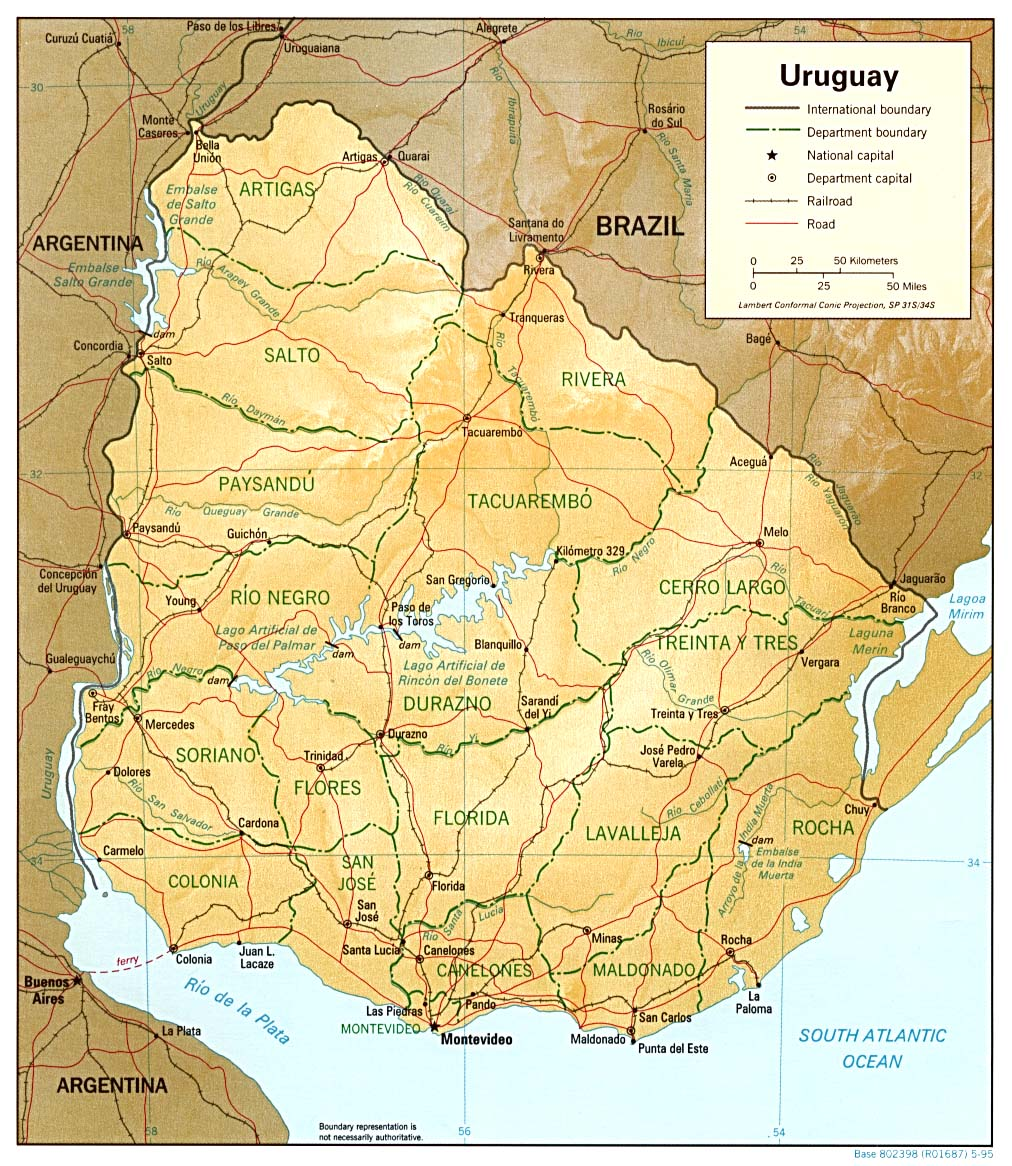
Uruguay: carta geopolitica con rete stradale e ferroviaria

## Trasporti su rotaia

### Reti ferroviarie
In totale: 2.835 km, tutti con scartamento normale di 1435 mm (dati 2005)
- Gestore nazionale: Administación de Ferrocarriles del Estado (AFE)

### Reti metropolitane
Non esistono sistemi di metropolitana in Uruguay.

### Reti tranviarie
Attualmente anche il servizio tranviario è assente in questa nazione.

## Trasporti su strada

### Rete stradale

Strade doppie dell'Uruguay, 2024, in rosso.

In totale:  53.000 km (dati 2001)
- asfaltate: 8.762 km
- bianche:  44.238 km.

### Reti filoviarie
Attualmente in Uruguay non circolano più filobus: l'unica rete esistente a Montevideo, costituita da 4 linee e gestita dalla società "COOPTROL", è stata smantellata il 26 gennaio del 1992 ed era esercitata con filobus italiani, risalenti al 1951, realizzati dall'Ansaldo San Giorgio.

### Autolinee
Nella capitale dell'Uruguay, Montevideo, ed in altre zone abitate operano aziende pubbliche e private che gestiscono i trasporti urbani, suburbani ed interurbani esercitati con autobus.

## Idrovie
La nazione dispone di 1.600 km di acque navigabili (dati 1996).

### Porti e scali
- Montevideo, Fray Bentos, Nueva Palmira, Paysandú, Punta del Este, Colonia e Piriápolis.

## Trasporti aerei

### Aeroporti
In totale: 65 (dati 1999)
- Compagnia di bandiera: Pluna

a) con piste di rullaggio pavimentate: 15
- oltre 3047 m: 0
- da 2438 a 3047 m: 1
- da 1524 a 2437 m: 5
- da 914 a 1523 m: 8
- sotto 914 m: 1

b) con piste di rullaggio non pavimentate: 50
- oltre 3047 m: 0
- da 2438 a 3047 m: 0
- da 1524 a 2437 m: 2
- da 914 a 1523 m: 15
- sotto 914 m: 33.